# Mary Ann Moore-Bentley
Mary Ann Moore-Bentley, també coneguda com Mary Ling (6 de gener de 1865 – 1 de setembre de 1953), va ser una escriptora australiana i candidata al Parlament.
Nascuda a Braidwood, filla dels metodistes anglesos George Bentley i Mary Ann (Moore de soltera), la jove Mary i els seus dos germans petits van ser educats a casa per la seva mare. Ella i la seva germana van visitar l'Exposició Internacional de Sydney de 1879, però quan a la família se'ls van acabar els diners van ser forçades a treballar com a serventes. L'any 1880, la família es va establir a Marrickville i Mary es va convertir en la mainadera dels nens del Coronel Charles Roberts. Es va casar amb el carter Henry Hill el 3 de setembre de 1889 a la caserna d'Exèrcit de la Salvació de Burwood; es van separar l'any 1897 i es van divorciat l'any 1906.
La primera novel·la de Moore-Bentley va ser refusada l'any 1890; va publicar A Women of Mars; or Australia's Enfranchised Woman (Una Dona de Mart; o la Dona Emancipada d'Austràlia); l'any 1901. Com a georgista, es va unir a la Single Tax League l'any 1901 i va formar-ne part del consell, tot i que només havia assistit a dues reunions. Al 1903, sota el nom de "Mary Ann Moore Bentley", va ser una de les quatre dones que es van presentar a les eleccions federals, les primeres en què es podien presentar dones, tot i que formalment no comptava amb el suport de la lliga. En la disputa pel Senat a Nova Gal·les del Sud, es va descriure com "la candidata de les dones treballadores" i va donar suport al lliure comerç, a l'abolició dels parlaments estatals i a un banc estatal, a part de defensar el georgisme. Va obtenir 18,924 vots (el 6.1%), superant l'altra candidata pel Senat Nova Gal·les del Sud, Nellie Martel, per 400 vots.
Al voltant de 1906, les relacions de Moore-Bentley amb els seus germans, els seus veïns més propers de Bangor, on vivia, es van tensionar. La seva obra A Psychological Interpretation of the Gospel)Una Interpretació Psicològica del Gospel, gener de 1917) va rebre una publicació als Estats Units a Boston i Moore-Bentley va viatjar fins a Amèrica aquell mateix any. Va ser repatriada a expenses del govern l'any 1918 i va culpar de la seva decebedora estada a Amèrica els "Serveis Secrets" i a la infrarepresentació del govern australià de les seves activitats anti-conscriptives. Es va retirar a Menai, on va escriure poemes i històries infantils. L'any 1943 va ser ingressada a l'Hospital Mental de Stockton a Newcastle, on va morir l'any 1953. En les seves memòries, Journey to Durran Durra 1852–1885, escrites al voltant de 1935, van ser publicades l'any 1983.